# Ruan Yuan

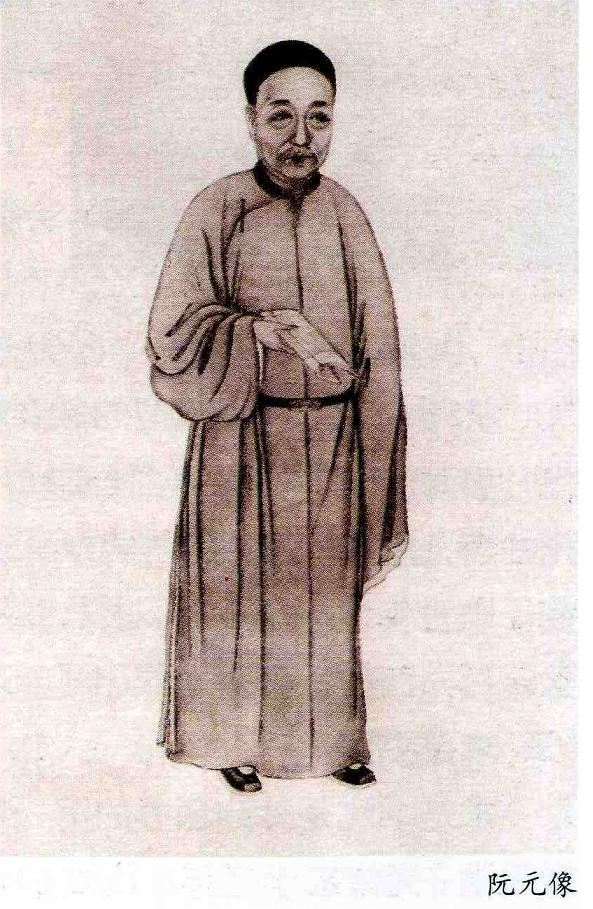

Ruan Yuan (阮元, 1764-1849) est un érudit de la  dynastie Qing de la Chine impériale.  Il réussit le jinshi (examen impérial le plus élevé) en 1789 et est nommé ensuite à l'Académie Hanlin.  Il est connu pour son travail sur les Biographies des astronomes et des mathématiciens.